# Cannonball Adderley
Julian Edwin Adderley, detto Cannonball (Tampa, 15 settembre 1928 – Gary, 8 agosto 1975), è stato un sassofonista (contraltista) jazz statunitense. Il nomignolo Cannonball (palla di cannone) è un'alterazione del soprannome infantile cannibal (cannibale), che avevano affibbiato ad Adderley a causa della sua mole e del suo appetito.

## Biografia
Cannonball si trasferì a Tallahassee allorché i suoi genitori ottennero posti da insegnanti presso l'Università Agricola e Meccanica della Florida che vi ha sede. Sia Cannonball sia il fratello Nat suonarono con Ray Charles quando questi viveva a Tallahassee nei primi anni quaranta. Adderley si trasferì a Broward County, sempre in Florida, nel 1948 dopo aver terminato i suoi studi di musica a Tallahassee e divenne direttore di una band alla Dillard High School a Fort Lauderdale, posizione che tenne fino al 1950.
Nel 1955, prima di trasferirsi a New York, Adderley fu insegnante di musica al liceo ed era già una celebrità in Florida. Il Cannonball Adderley Quintet, creato con Julian al contralto e il fratello Nat alla tromba, inizialmente non ebbe molta fortuna.
Nel 1957 Cannonball si unì al gruppo di Miles Davis, più o meno nel periodo in cui John Coltrane, licenziato da Davis per problemi di droga, lo aveva lasciato e si esibiva con Thelonious Monk. Nelle parole di Davis: "Il suo modo di suonare aveva uno spirito particolare. Non era facile da definire, ma era presente in tutte le sue esibizioni, sera dopo sera.". Nel 1958 Coltrane ritornò e il quintetto divenne un sestetto.

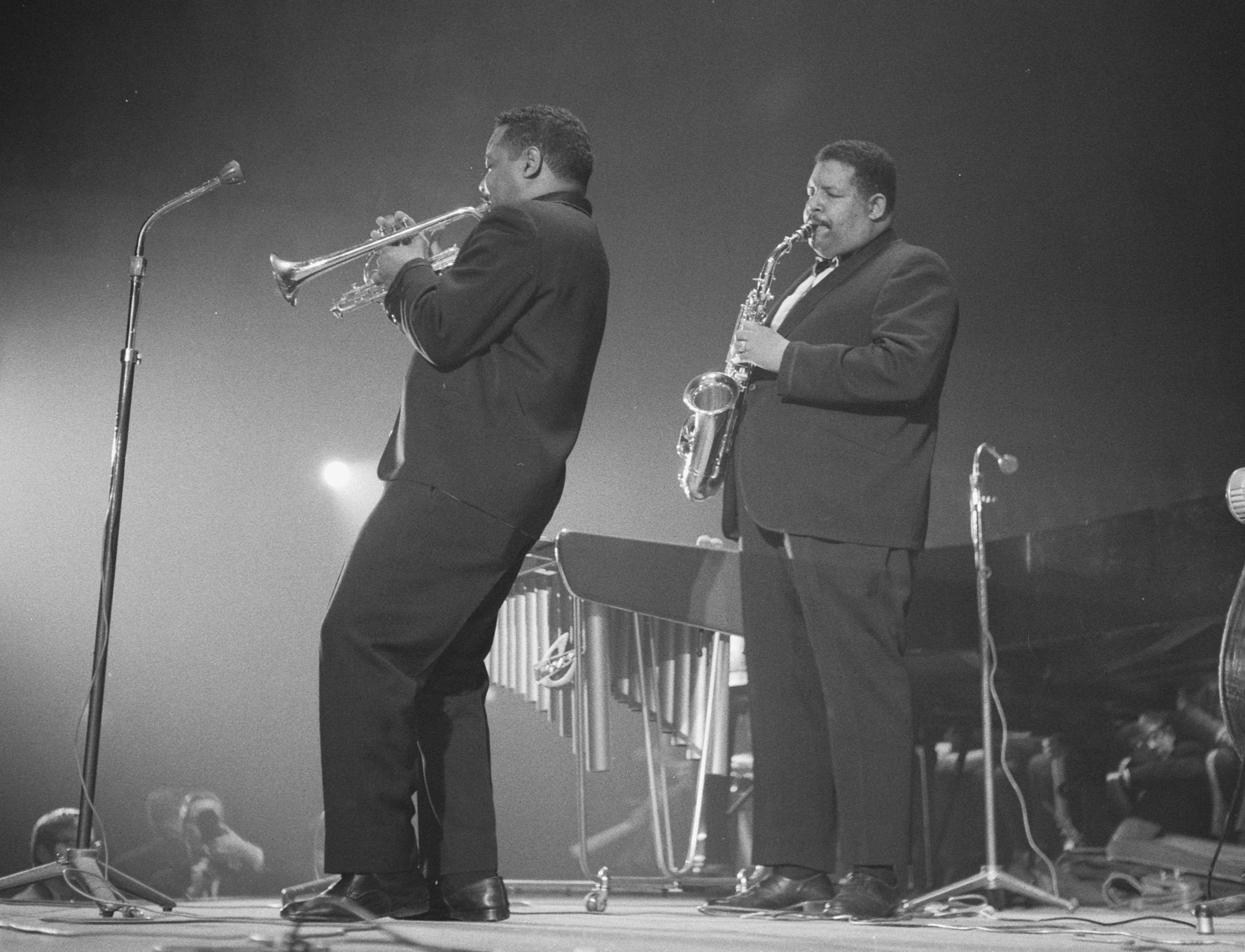
Nat e Cannonball Adderley in concerto ad Amsterdam nel 1961

Julian univa al suono del gruppo una componente marcatamente meridionale e blues abbastanza diversa dal sound bop di molti altosassofonisti di un'epoca ancora dominata dall'influenza di Charlie Parker.
Dopo alcuni problemi di adattamento musicale all'inizio ("Cannonball capiva il blues e quando noi suonavamo il blues non ci si ritrovava e questo lo faceva incazzare. Avevamo cambiato tante di quelle cose in quelle dodici battute." - Miles Davis, L'Autobiografia con Quincy Troupe) Cannonball divenne parte integrante di quello che era a tutti gli effetti il "supergruppo" jazz dell'epoca. Con il sestetto, Julian partecipò a due fondamentali incisioni: Milestones e Kind of Blue. Il suo assolo su So What rappresenta un classico e una pietra miliare del genere.
Tornato alla carriera come bandleader, Cannonball riformò il suo quintetto, che presto sarebbe divenuto un sestetto, con miglior fortuna.
Le sue formazioni di quegli anni contavano musicisti del calibro dei pianisti Bobby Timmons (autore dei classici This Here, Dat There e  - con i Jazz Messengers di Art Blakey - di Moanin'), Victor Feldman e Joe Zawinul (futuro Davisiano e fondatore dei Weather Report), il bassista Sam Jones, il batterista Louis Hayes e i sassofonisti Charles Lloyd e Yusef Lateef. Il gruppo acquisì una buona notorietà verso la fine degli anni '60 anche per essere riuscito a farsi conoscere dal pubblico non specialistico della musica pop, senza tuttavia fare concessioni artistiche. I suoi maggiori successi dell'epoca comprendono Work Song, uno standard del fratello Nat, Jive Samba, This here di Timmons e Mercy, Mercy Mercy di Zawinul. Julian era anche un compositore e i suoi brani, di cui molti  assurti al ruolo di standard, sono caratterizzati da tempi veloci e da melodie gradevoli e cantabili, spesso con forti accenti blues.
Conversatore piacevole e informato, Cannonball amava intrattenere il pubblico dei locali e televisivo sul jazz e la sua storia, aiutato dal suo passato d'insegnante.
Dopo questo periodo, la musica di Julian cominciò ad essere influenzata dal movimento fusion, lanciato da Miles Davis con l'album Bitches Brew. L'influenza di John Coltrane e di Wayne Shorter si fa sentire in album come The Price You Got to Pay to Be Free dove suona il sax soprano. All'inizio degli anni settanta, Joe Zawinul lasciò il gruppo e fu rimpiazzato da George Duke.
Julian Cannonball Adderley morì d'infarto nel 1975 ed è sepolto in Florida a Tallahassee, nel South Side Cemetery. Il brano dei Weather Report Cannon Ball dall'album Black Market è una composizione dedicata da Zawinul al suo vecchio capo orchestra.

## Citazioni
(Joe Zawinul, 1997)

## Discografia

### Album in studio
- 1955 - Presenting Cannonball Adderley (Savoy Records)
- 1955 - Julian "Cannonball" Adderley  (EmArcy Records)
- 1956 - Julian Cannonball Adderley and Strings (EmArcy Records)
- 1956 - In the Land of Hi-Fi (EmArcy Records)
- 1957 - Sophisticated Swing (EmArcy Records)
- 1958 - Cannonball's Sharpshooters (Mercury Records)
- 1958 - Somethin' Else (Blue Note Records)
- 1958 - Portrait of Cannonball (Riverside Records)
- 1958 - Jump for Joy (EmArcy Records)
- 1958 - Things Are Getting Better (Riverside Records)
- 1959 - Blue Spring (Riverside Records)
- 1959 - Cannonball Adderley Quintet in Chicago (Mercury Records)
- 1959 - Cannonball Takes Charge (Riverside Records)
- 1960 - Them Dirty Blues (Riverside Records)
- 1960 - Cannonball Adderley and the Poll Winners (Riverside Records)
- 1961 - Cannonball Enroute (Mercury Records)
- 1961 - Know What I Mean? (Riverside Records)
- 1961 - African Waltz (Riverside Records)
- 1961 - Plus (Riverside Records)
- 1962 - Nancy Wilson/Cannonball Adderley (Capitol Records)
- 1962 - Cannonball's Bossa Nova (Riverside Records)
- 1964 - Cannonball Adderley's Fiddler on the Roof (Capitol Records)
- 1965 - Domination (Capitol Records)
- 1966 - Great Love Themes (Capitol Records)
- 1967 - 74 Miles Away-Walk Tall (Capitol Records)
- 1967 - Why Am I Treated So Bad! (Capitol Records)
- 1968 - Accent on Africa (Capitol Records)
- 1970 - The Cannonball Adderley Quintet & Orchestra (Capitol Records)
- 1974 - Love, Sex, and the Zodiac (Capitol Records)
- 1974 - Pyramid (Milestone Records)
- 1975 - Phenix (Milestone Records)
- 1975 - Big Man: The Legend of John Henry (Milestone Records)
- 1976 - Lovers (Milestone Records)

### Album live
- 1959 - The Cannonball Adderley Quintet in San Francisco (Riverside Rec.)
- 1960 - At the Lighthouse (Riverside Records)
- 1962 - The Cannonball Adderley Sextet in New York (Riverside Records)
- 1962 - Jazz Workshop Revisited (Riverside Records)
- 1963 - Nippon Soul (Riverside Records)
- 1964 - Cannonball in Europe! (Riverside Records)
- 1964 - Cannonball Adderley Live! (Capitol Records)
- 1964 - Live Session! (Capitol Records)
- 1966 - Mercy, Mercy, Mercy! Live at the Club (Capitol Records)
- 1966 - Cannonball in Japan (Capitol Records)
- 1968 - In Person (Capitol Records)
- 1969 - Country Preacher (Capitol Records)
- 1970 - The Price You Got to Pay to Be Free (Capitol Records)
- 1971 - The Black Messiah (Capitol Records)
- 1972 - The Happy People (Capitol Records)
- 1973 - Inside Straight (Fantasy Records)
- 1976 - Music You All (Capitol Records)
- 1976 - Autumn Leaves (Riverside Records)
- 1982 - The Sextet
- 1990 - Radio Nights (Hyena Records)
- 1995 - Live on Planet Earth (split album con Nat Adderley Quintet)
- 2005 - Money in the Pocket (Capitol Records)
- 2011 - Legends Live: Cannonball Adderley Quintet (Jazzhaus Records)
- 2018 - Swingin' in Seattle, Live at The Penthouse

### Con Miles Davis
- Milestones (1958)
- Newport '58 (1958)
- Jazz at the Plaza (1958)
- Porgy and Bess (1958)
- Kind of Blue (1959)